# Gare de Belloy - Saint-Martin
Pour les articles homonymes, voir Gare de Saint-Martin.
La gare de Belloy - Saint-Martin est une gare ferroviaire française de la ligne de Montsoult - Maffliers à Luzarches, située sur le territoire de la commune de Belloy-en-France, à proximité de Saint-Martin-du-Tertre, dans le département du Val-d'Oise, en région Île-de-France. Elle se situe à 29,2 km de la gare de Paris-Nord.
C'est une gare de la Société nationale des chemins de fer français (SNCF), desservie par les trains de la ligne H du Transilien.

## Situation ferroviaire
La gare de Belloy - Saint-Martin est située à l'écart des agglomérations, entre les communes de Belloy-en-France et de Saint-Martin-du-Tertre, au lieu-dit « Les briqueteries » le long de la route départementale 909.
Établie en plaine de France à 142 m d'altitude, point culminant de la ligne, au pied de la butte-témoin occupée par la forêt de Carnelle, elle se situe au point kilométrique 29,168 de la ligne de Montsoult - Maffliers à Luzarches, courte antenne à voie unique de onze kilomètres de long. Située à mi-parcours de la ligne, elle est la seule gare du parcours à posséder deux voies à quai, avec la gare terminale de Luzarches, afin de permettre les croisements. L'évitement est contrôlé par une « commande centralisée de voie de gauche » (CCVG), télécommandée depuis Montsoult. Elle constitue le second point d'arrêt de la ligne après Villaines et précède la gare de Viarmes.

## Histoire
Le nombre de voyageurs quotidiens était inférieur à 500 en 2002. En 2012, 250 voyageurs ont pris le train dans cette gare chaque jour ouvré de la semaine.

## Service des voyageurs

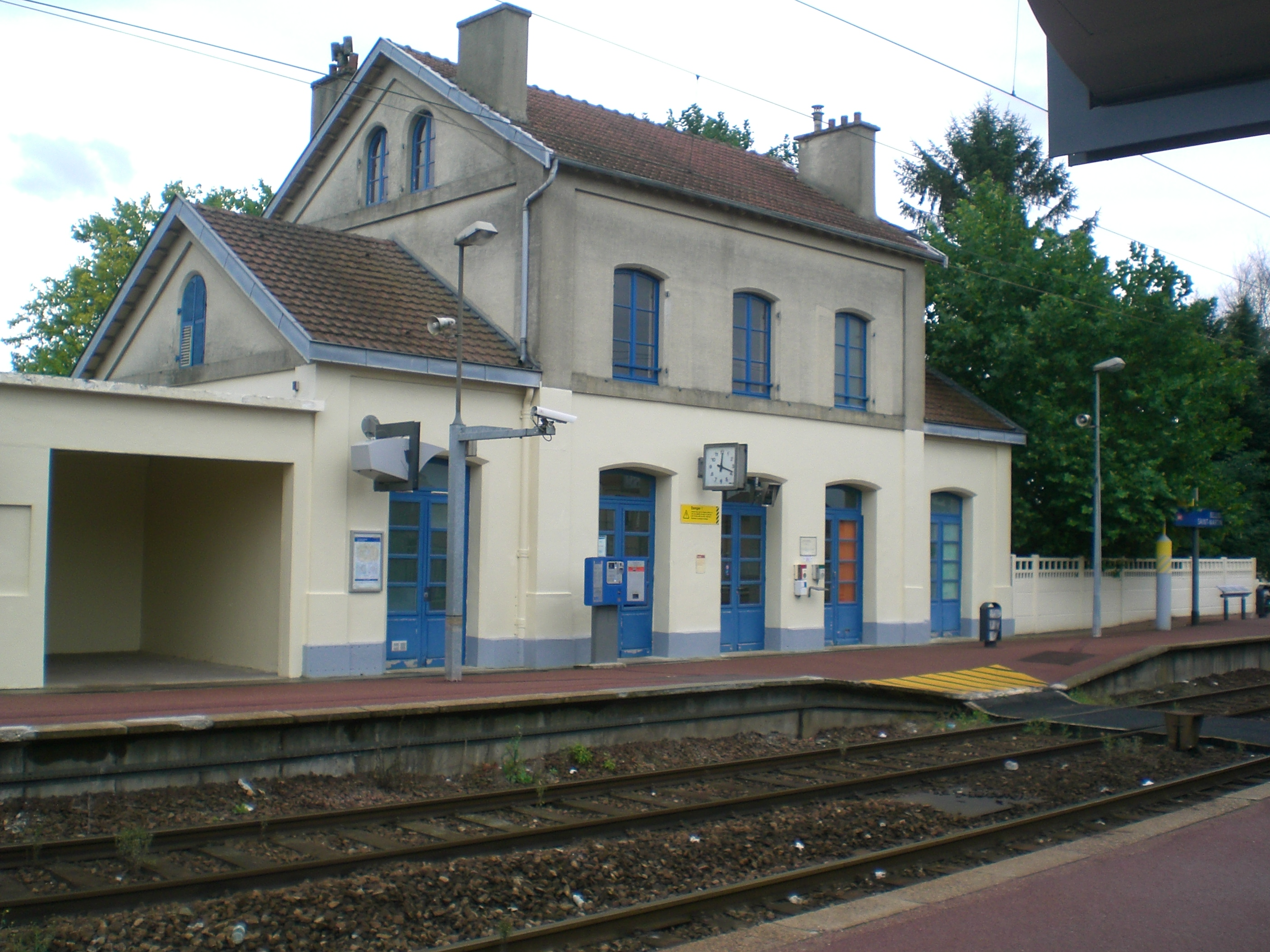
Le bâtiment-voyageurs vu des quais.

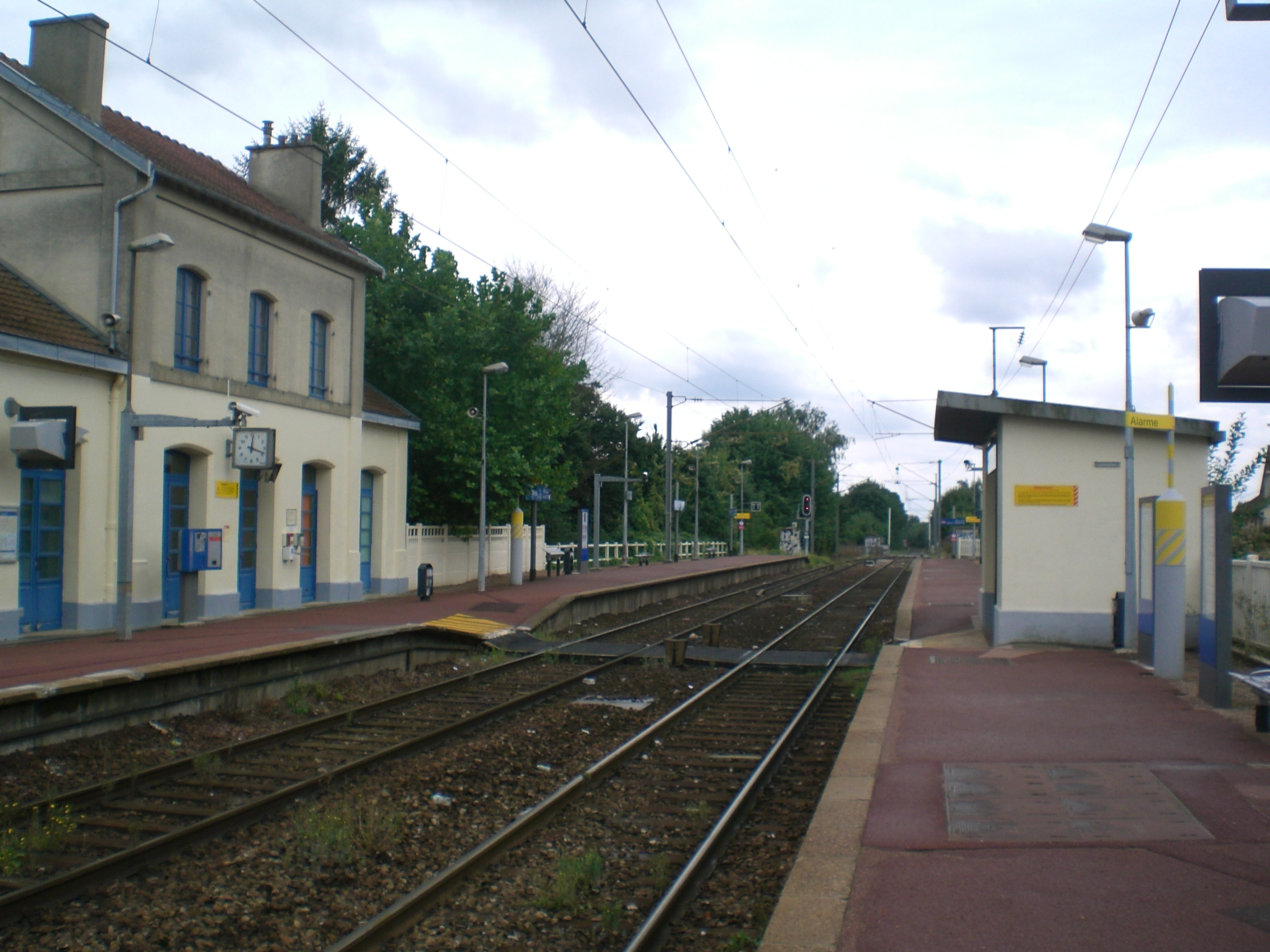
Vue des quais en direction de Montsoult et Paris.

### Accueil
Gare SNCF, elle disposait d'un bâtiment voyageurs, avec un guichet, ouvert du lundi au vendredi et fermé les samedis, dimanches et fêtes.
Ce bâtiment voyageurs est depuis fermé définitivement.

### Desserte
La gare est desservie par les trains de la ligne H du Transilien (réseau Paris-Nord), à raison d'un train par heure en heures creuses, et d'un train à la demi-heure aux heures de pointe.
Les trains sont généralement omnibus de Paris-Nord à Luzarches. Seuls les trains circulant aux heures de pointe sont semi-directs, ne desservant pas les gares de Groslay, Deuil-Montmagny, Epinay-Villetaneuse et Saint Denis.
Les trajets sont assurés depuis décembre 2009 par des automotrices de type Z 50000. Le temps de trajet est, selon les trains, de 32 à 38 minutes depuis Paris-Nord.

## Intermodalité
La gare est desservie par les lignes 1304 et 1347 du réseau de bus Haut Val-d'Oise.